# Portella de Vallmanya
La Portella de Vallmanys és una collada de muntanya situada ran mateix del Canigó, a 1.311 metres d'altitud, en el límit dels termes comunals de Castell de Vernet i de Vallmanya, tots dos de la comarca del Conflent, a la Catalunya del Nord.
Està situada a la zona sud-est del terme de Castell de Vernet, i a l'oest del de Vallmanya. És immediatament dessota del cim del Canigó i al nord del Puig Sec.